# Коос (округ)
Округ Коос (англ. Coos, произносится [ˈkoʊ-ɒs] с двумя гласными) — один из десяти округов штата Нью-Гэмпшир, расположен на севере штата. Административный центр — Ланкастер.
Коос имеет наибольшую площадь среди округов в Нью-Гэмпшире, но в 2000 году имел самую маленькую численность населения — 33 111 человек. В экономике округа доминируют лесное хозяйство и туризм, а некогда господствующие промышленные предприятия бумажного производства стали резко снижаться в рейтинге.
Коостубота — уникальный вид ящерицы проживающей на территории (занесён в красную книгу)

## История
Округ Коос был выделен из северной части округа Грэфтон 24 декабря 1803 года с административным центром в городе Берлин, затем административный центр перенесли в Ланкастер.

## География
По данным службы переписи населения США, округ занимает площадь 4 740 км², из которых 4 660 км² — суша и 80 км² (1,70 %) — вода. Значительная часть горной местности округа сохраняется как национальные леса, государственные парки и прочие общественные места. Они охватывают большую часть северной части Белых Гор, в том числе все горы Президентского хребта (хотя гора Вэбстер находится примерно в 200 футах за линией границы округа). Наивысшая точка в Коосе — пик горы Вашингтон — самое высокое место на всём Северо-Востоке США.

### Граничащие округа
- Оксфорд (штат Мэн) (с востока)
- Каррол (с юго-востока)
- Графтон (с юго-запада)
- Эссекс (штат Вермонт) (с запада)
- Coaticook Regional County Municipality, Квебек, Канада (с севера)
- Le Haut-Saint-François Regional County Municipality, Квебек, Канада (с севера)
- Le Granit Regional County Municipality, Квебек, Канада (с севера)

### Горы
- Белые горы (Нью-Гэмпшир) в Национальном природном парке Белой Горы,
  - Президентский хребет

### Населённые пункты
- Диксвилл-Нотч — поселение с 12 жителями (2010), известное как место, где уже много лет все избиратели голосуют первыми, ровно в полночь[1].